# Liste der Mitglieder des Landtags des Fürstentums Schwarzburg-Sondershausen
Diese Liste nennt die Mitglieder des Landtags des Fürstentums Schwarzburg-Sondershausen.

## Die Landtage von 1843 bis 1850

### Erste Wahlperiode
Die erste Wahlperiode umfasst den Zeitraum vom 31. August 1843 bis zum 28. März 1848 (1. und 2. Landtag). Gemäß Wahlrecht wurden jeweils ein 1. und ein 2. Stellvertreter gewählt, die anstelle der gewählten Abgeordneten das Mandat wahrnehmen konnten. Daher sind mehr als 13 Abgeordnete aufgeführt.

#### Abgeordnete
| Name                                   | Richtung         | WK-Nr | Kurie                                      | Gebiet          | Anmerkung |
| -------------------------------------- | ---------------- | ----- | ------------------------------------------ | --------------- | --- |
| Otto Freiherr von Bendeleben-Uckermann | rep.?            | 1     | Ritter- und Freigutsbesitzer               | Unterherrschaft | nach dem ersten Landtag (Ende 1844) ausgeschieden |
| Carl Adolph Benecke                    |                  | 7     | Handelsstand                               | Unterherrschaft | ab 27. März 1848 für E.W.G. Hallensleben |
| Johann Samuel Ferdinand Blumröder      | lib.             | 12    | Gelehrtenstand                             | Oberherrschaft  | Als Stellvertreter des Bürgermeisters Christian Heinrich Meinhard gewählt; dieser nahm das Mandat nicht an. |
| Friedrich Emmerling                    | lib.             | 9     | Stadt Arnstadt                             | Oberherrschaft  | im zweiten Landtag (28. Juni 1847 bis 27. März 1848) als Stellvertreter für Theodor Zimmermann |
| Gotthelf Greiner                       |                  | 10    | Plaue, Gehren, Breitenbach und Langewiesen | Oberherrschaft  | vom 6. bis 31. Juli 1847 als Stellvertreter für August Wilke |
| Ernst Wilhelm Gottfried Hallensleben   |                  | 7     | Handelsstand                               | Unterherrschaft | Mandatsniederlegung 24. März 1848; Nachfolger war Carl Adolph Benecke |
| Friedrich Hatzius                      |                  | 5     | bäuerliche Grundbesitzer                   | Unterherrschaft | im zweiten Landtag (28. Juni 1847 bis 27. März 1848) für Heinrich Carl Koch |
| August Hirschberg                      | lib.-konst./(WB) | 2     | Stadt Sondershausen                        | Unterherrschaft | |
| Albrecht Höland                        |                  | 10    | Plaue, Gehren, Breitenbach und Langewiesen | Oberherrschaft  | vom 18. Januar bis 23. Februar 1848 als Stellvertreter für August Wilke |
| Christian Hoffmeister                  |                  | 4     | bäuerliche Grundbesitzer                   | Unterherrschaft | |
| Eduard Huschke                         | (lib.)-kons.     | 3     | Greußen, Großenehrich und Clingen          | Unterherrschaft | Mandat am 20. März 1848 niederlegt. Nachrücker Carl Rebling |
| Dr. Wilhelm Kieser                     | kons.            | 6     | Gelehrtenstand                             | Unterherrschaft | vom 20. bis 27. März 1848 als Stellvertreter für Adolf Magerstedt |
| Heinrich Carl Koch                     |                  | 5     | bäuerliche Grundbesitzer                   | Unterherrschaft | nach dem ersten Landtag (Ende 1844) ausgeschieden |
| Dr. h. c. Adolf Magerstedt             | kons.            | 6     | Gelehrtenstand                             | Unterherrschaft | |
| Carl Rebling                           | lib.-dem.        | 3     | Greußen, Großenehrich und Clingen          | Unterherrschaft | ab 21. März 1848 als Nachrücker für Eduard Huschke |
| August Tittelbach                      |                  | 8     | Ritter- und Freigutsbesitzer               | Oberherrschaft  | Eigentlich war mit 5 von 6 Stimmen der Kammerrat Johann Albert Freiherr von Ketelhodt (1806–1873) gewählt worden. Dieser konnte aufgrund § 113 LGG das Mandat nicht annehmen, so dass der (mit einer Stimme) zweitplatzierte Tittelbach gewählt war. |
| Johann Christian Jakob Wagner          |                  | 11    | bäuerliche Grundbesitzer                   | Oberherrschaft  | |
| Heinrich Wellendorff                   |                  | 13    | Handelsstand                               | Oberherrschaft  | |
| August Wilke                           | lib.             | 10    | Plaue, Gehren, Breitenbach und Langewiesen | Oberherrschaft  | |
| Eduard von Wurmb                       | kons.            | 1     | Ritter- und Freigutbesitzer                | Unterherrschaft | im zweiten Landtag (28. Juni 1847 bis 27. März 1848) als Stellvertreter für Bendeleben-Uckermann |
| Theodor Zimmermann                     |                  | 9     | Stadt Arnstadt                             | Oberherrschaft  | nach dem ersten Landtag (Ende 1844) ausgeschieden |

#### Präsidium
- Alters-Direktor: Ernst Wilhelm Gottfried Hallensleben
- Landtags-Direktor (Landtagspräsident)
  - Ernst Wilhelm Gottfried Hallensleben: (Interimistisch) vom 31. August bis 13. September 1843
  - Christian Theodor Zimmermann: Als Landtagsdirektor am 9. September 1843 gewählt, das Amt aber nicht angenommen; Neuwahl 12. September 1843
  - Eduard Huschke: Vom 13. September 1843 bis 20. Dezember 1844 und vom 28. Juni 1847 bis 20. März 1848
  - August Hirschberg: Vom 24. März 1848 bis 27. März 1848
- Stellvertretender Direktor
  - Eduard Huschke: Vom 9. September 1843 bis 13. September 1843
  - August Wilke: Vom 13. September 1843 bis 20. Dezember 1844
  - August Hirschberg: Vom 28. Juni 1847 bis 24. März 1848
  - August Wilke: Vom 24. März 1848 bis 27. März 1848
- Landschaftssyndikus: Theodor Dorl
- Stellvertretender Landschaftssyndikus: Dr. h. c. Adolf Magerstedt

### Zweite Wahlperiode
Die zweite Wahlperiode umfasst den Zeitraum vom 28. August 1848 bis zum 9. Mai 1849 (2. Landtag).

#### Abgeordnete
| Name                              | Richtung         | WK-Nr | Kurie                                      | Gebiet          | Anmerkung |
| --------------------------------- | ---------------- | ----- | ------------------------------------------ | --------------- | --------- |
| Johann Samuel Ferdinand Blumröder | lib.             | 12    | Gelehrtenstand                             | Oberherrschaft  |           |
| Moritz Buddensieg                 |                  | 7     | Handelsstand                               | Unterherrschaft |           |
| Friedrich Emmerling               | lib.             | 9     | Stadt Arnstadt                             | Oberherrschaft  |           |
| Wilhelm Helmkampf                 |                  | 5     | bäuerliche Grundbesitzer                   | Unterherrschaft |           |
| August Hirschberg                 | lib.-konst./(WH) | 2     | Stadt Sondershausen                        | Unterherrschaft |           |
| Christian Hoffmeister             |                  | 4     | bäuerliche Grundbesitzer                   | Unterherrschaft |           |
| Dr. Wilhelm Kieser                | kons.            | 6     | Gelehrtenstand                             | Unterherrschaft |           |
| Carl Rebling                      | lib.-dem.        | 3     | Greußen, Großenehrich und Clingen          | Unterherrschaft |           |
| Adolph Treiber                    |                  | 8     | Ritter- und Freigutsbesitzer               | Oberherrschaft  |           |
| Heinrich Wellendorff              |                  | 13    | Handelsstand                               | Oberherrschaft  |           |
| August Wilke                      | lib.             | 10    | Plaue, Gehren, Breitenbach und Langewiesen | Oberherrschaft  |           |
| Eduard von Wurmb                  | kons.            | 1     | Ritter- und Freigutbesitzer                | Unterherrschaft |           |
| Ernst Zahn                        |                  | 11    | bäuerliche Grundbesitzer                   | Oberherrschaft  |           |

#### Präsidium
- Alters-Direktor: Johann Samuel Ferdinand Blumröder
- Landtags-Direktor (Landtagspräsident): August Hirschberg
- Stellvertretender Direktor: August Wilke
- Landschaftssyndikus: Theodor Dorl
- Stellvertretender Landschaftssyndikus: Carl Rebling

### Dritte Wahlperiode
Die dritte Wahlperiode umfasst den Zeitraum vom 4. Juni 1849 bis zum 30. Juni 1850 („Der zur Vereinbarung der Verfassung berufene Landtag“).

#### Abgeordnete
| Name                              | Richtung  | WK-Nr | Gebiet          | Anmerkung |
| --------------------------------- | --------- | ----- | --------------- | --------- |
| Johann Samuel Ferdinand Blumröder | lib.      | B9    | Plaue           |           |
| Wilhelm Bohnhardt                 | dem.      | A3    | Großenehrich    |           |
| Christian Brückmann               |           | A2    | Greußen         |           |
| Georg Ferdinand Burkhardt         |           | A4    | Unterherrschaft |           |
| Ferdinand Chop                    |           | A1    | Sondershausen   |           |
| Albert Falckner                   | dem.      | B8    | Arnstadt        |           |
| Ernst August Hörning              | dem.      | B12   | Großbreitenbach |           |
| Dr. Wilhelm Kieser                | kons.     | B10   | Langewiesen     |           |
| Dr. Gustav Queck                  |           | A1    | Sondershausen   |           |
| Carl Rebling                      | lib.-dem. | A4    | Greußen         |           |
| Dr. August Umbreit                | dem.      | B8    | Arnstadt        |           |
| Friedrich Weise                   |           | A7    | Holzthaleben    |           |
| Johann Weitze                     |           | A5    | Schernberg      |           |
| Wilhelm Wiegandt                  |           | A6    | Ebeleben        |           |
| Christian Zahn                    | dem.      | B11   | Gehren          |           |

#### Präsidium
- Alters-Direktor: Johann Weitze
- Landtags-Direktor (Landtagspräsident): Johann Samuel Ferdinand Blumröder
- Stellvertretender Direktor: Dr. August Umbreit
- Landschaftssyndikus: Theodor Dorl
- Stellvertretender Landschaftssyndikus: Ferdinand Chop

## Die Landtage 1851 bis 1855

### Erste Wahlperiode
Die erste Wahlperiode umfasst den Zeitraum vom 29. Dezember 1851 bis zum 23. Mai 1853 (3. Landtag).

#### Abgeordnete
| Name                     | Richtung            | WK-Nr | Gebiet          | Anmerkung                                                 |
| ------------------------ | ------------------- | ----- | --------------- | --------------------------------------------------------- |
| Christian Brückmann      | Chop                | III 1 | Greußen 1       |                                                           |
| Friedrich Chop           | lib.kons. / Chop    | IV 2  | Arnstadt 2      | Mandat niedergelegt am 4. Januar 1852; Nachfolger Hoschke |
| August Henning Drechsler | kons. / Chop        | II 2  | Ebeleben 2      |                                                           |
| Carl Gottschalck         | kons. / v.H.        | II 1  | Ebeleben 1      |                                                           |
| Eduard Große             | Chop                | IV 4  | Arnstadt 4      |                                                           |
| Albert Hochheim          | kons. / v.H.        | III 2 | Greußen 2       |                                                           |
| Albert von Holleuffer    | kons.               | I 1   | Sondershausen 1 |                                                           |
| Heinrich Hoschke         |                     | IV 2  | Arnstadt 2      | Nachrücker für Chop                                       |
| Eduard Huschke           | (lib.-)kons. / v.H. | III 3 | Greußen 3       |                                                           |
| Günther Keyser           | kons. / v.H.        | II 3  | Ebeleben 3      |                                                           |
| Gustav Adolph Keyser     | kons. / v.H.        | V 1   | Gehren 1        |                                                           |
| Dr. Wilhelm Kieser       | kons. / Chop        | I 4   | Sondershausen 4 |                                                           |
| Eduard Kirsch            | kons. / v.H.        | V 3   | Gehren 3        |                                                           |
| Wilhelm Lattermann       | kons. / Chop        | V 4   | Gehren 4        |                                                           |
| Heinrich Müller          | rad.lib. / Chop     | IV 1  | Arnstadt 1      |                                                           |
| Karl Münch               | kons. / v.H.        | I 2   | Sondershausen 2 |                                                           |
| Otto Reinhard            | kons. / Chop        | IV 3  | Arnstadt 3      |                                                           |
| Gustav Ferdinand Stolz   | kons. / v.H.        | V 2   | Gehren 2        |                                                           |
| Ludwig Thomas            | kons. / v.H.        | I 3   | Sondershausen 3 |                                                           |

Hinweis: Der Landtag zerfiel in zwei Gruppen: Von der einen wurde Chops Antrag gegen A. von Holleuffer am 3. Januar 1852 unterstützt; von der anderen (mit v.H. gekennzeichnet) wurde der Antrag abgelehnt. Da sein Antrag mit 9 : 8 Stimmen abgelehnt wurde, trat Chop von allen Ämtern zurück.

#### Präsidium
- Alters-Direktor: Gustav Ferdinand Stolz
- Landtags-Direktor (Landtagspräsident): Eduard Huschke
- Stellvertretender Direktor: Carl Gottschalck (5. Januar bis 31. Juli 1852)
- Landschaftssyndikus: Theodor Dorl

### Zweite Wahlperiode
Die zweite Wahlperiode umfasst den Zeitraum vom 28. November 1853 bis zum 31. Dezember 1855 (4. und 5. Landtag).

#### Abgeordnete
| Name                     | Richtung | WK-Nr    | Gebiet                                         | Anmerkung                                                                              |
| ------------------------ | -------- | -------- | ---------------------------------------------- | -------------------------------------------------------------------------------------- |
| Heinrich Barthel         |          | HB I     | Wahlkreis der Höchstbesteuerten, Sondershausen |                                                                                        |
| Wilhelm Bohnhardt        | dem.     | AW II 2  | Greußen-Land                                   |                                                                                        |
| Theodor Dorl             |          | AW I 1   | Sondershausen-Stadt                            |                                                                                        |
| Carl Gottschalck         | kons.    | AW III 1 | Ebeleben 1                                     |                                                                                        |
| Eduard Große             |          | AW IV 2  | Arnstadt-Land                                  |                                                                                        |
| Johann Friedrich Heubach |          | HB IV    | Wahlkreis der Höchstbesteuerten, Arnstadt      | 1854 zum Nachfolger für Maempel gewählt                                                |
| Günther Keyser           | kons.    | AW V 1   | Gehren 1                                       | Mandat 1854 wegen Ernennung zum Staatsanwalt erloschen. Nachrücker: Wilhelm Lattermann |
| Gustav Adolph Keyser     | kons.    | HB V     | Wahlkreis der Höchstbesteuerten, Gehren        |                                                                                        |
| Ferdinand Kleemann       |          | LL       | Vom Fürsten auf Lebenszeit ernannt             |                                                                                        |
| Carl Köhn                | kons.    | HB III   | Wahlkreis der Höchstbesteuerten, Ebeleben      |                                                                                        |
| Adrian Langbein          |          | LL       | Vom Fürsten auf Lebenszeit ernannt             |                                                                                        |
| Wilhelm Lattermann       | kons.    | AW V 1   | Gehren 1                                       | Ab 13. November 1855 für Günther Keyser                                                |
| Ernst Maempel            |          | HB IV    | Wahlkreis der Höchstbesteuerten, Arnstadt      | Mandat Ende 1853 niedergelegt; Nachfolger wurde Heubach                                |
| Dr. Adolf Magerstedt     | kons.    | HB II    | Wahlkreis der Höchstbesteuerten, Greußen       |                                                                                        |
| Heinrich Müller          |          | AW IV 1  | Arnstadt-Stadt                                 |                                                                                        |
| Carl Rebling             |          | AW II 1  | Greußen-Städte                                 |                                                                                        |
| Christian Steinmann      |          | AW I 2   | Sondershausen-Land                             |                                                                                        |
| Gustav Ferdinand Stolz   | kons.    | AW V 2   | Gehren 2                                       |                                                                                        |
| Ludwig Thomas            | kons.    | LL       | Vom Fürsten auf Lebenszeit ernannt             |                                                                                        |
| Carl Wachter             | dem.     | AW III 2 | Ebeleben 2                                     |                                                                                        |

Der Landtag bestand aus vom Fürsten auf Lebenszeit ernannten Mitgliedern (LL), Mitgliedern, die von den Höchstbesteuerten gewählt wurden (HB), und solchen, die von den restlichen Wahlberechtigten gewählt wurden (AW).

#### Präsidium
- Landtagspräsident: Carl Gottschalck
- Stellvertretender Landtagspräsident:

- Günther Keyser (2. Dezember 1853 bis 25. März 1854)
- Adolf Magerstedt (12. November bis 10. Dezember 1855)
- Adrian Langbein (10. bis 21. Dezember 1855)

- Landschaftssyndikus: Theodor Dorl
- stellv. Landschaftssyndikus: Carl Höland

## Die Landtage 1856 bis 1919

### Erste Wahlperiode
Die erste Wahlperiode umfasst den Zeitraum vom 1. Januar 1856 bis zum 31. Dezember 1859 (6. und 7. Landtag).

#### Abgeordnete
| Name                 | Richtung    | WK-Nr | Gebiet                                              | Anmerkung                                    |
| -------------------- | ----------- | ----- | --------------------------------------------------- | -------------------------------------------- |
| Thilo Apel           |             | LL UH | Vom Fürsten auf Lebenszeit ernannt, Unterherrschaft |                                              |
| Theodor Dorl         |             | HB UH | Wahlkreis der Höchstbesteuerten, Unterherrschaft    |                                              |
| Oscar von Elsner     | kons.       | AW 3  | Allgemeine Wahlen                                   |                                              |
| Eduard Große         |             | AW 4  | Allgemeine Wahlen                                   |                                              |
| Albert Hochheim      | kons.       | HB UH | Wahlkreis der Höchstbesteuerten, Unterherrschaft    |                                              |
| Gottlob Hochheim     |             | HB UH | Wahlkreis der Höchstbesteuerten, Unterherrschaft    |                                              |
| Wilhelm Hülsemann    | kons.       | HB OH | Wahlkreis der Höchstbesteuerten, Oberherrschaft     |                                              |
| Eduar Huschke        | (lib.)kons. | AW 2  | Allgemeine Wahlen                                   |                                              |
| Gustav Adolph Keyser | kons.       | AW 5  | Allgemeine Wahlen                                   |                                              |
| Wilhelm von Krause   |             | LL UH | Vom Fürsten auf Lebenszeit ernannt, Unterherrschaft |                                              |
| Edmund Krieger       | kons.       | HB OH | Wahlkreis der Höchstbesteuerten, Oberherrschaft     |                                              |
| Adrian Langbein      |             | LL OH | Vom Fürsten auf Lebenszeit ernannt, Oberherrschaft  |                                              |
| Bernhard Maempel     |             | AW 1  | Allgemeine Wahlen                                   |                                              |
| Dr. Adolf Magerstedt | kons.       | HB UH | Wahlkreis der Höchstbesteuerten, Unterherrschaft    |                                              |
| Adelbert Schierholz  |             | LL OH | Vom Fürsten auf Lebenszeit ernannt, Oberherrschaft  |                                              |
| Ludwig Thomas        | kons.(NL)   | LL UH | Vom Fürsten auf Lebenszeit ernannt, Unterherrschaft | Amt niedergelegt; Nachfolger war E. v. Wurmb |
| Eduard von Wurmb     | kons.       | LL UH | Vom Fürsten auf Lebenszeit ernannt, Unterherrschaft |                                              |

Der Landtag bestand aus vom Fürsten auf Lebenszeit ernannten Mitgliedern (LL), Mitgliedern, die von den Höchstbesteuerten gewählt wurden (HB), und solchen, die von den restlichen Wahlberechtigten gewählt wurden (AW).

#### Präsidium
- Landtagspräsident: Eduard Huschke
- Stellvertretender Landtagspräsident:

- Adrian Langbein (4. bis 30. Juni 1857)
- Edmund Krieger (8. September bis 22. Dezember 1859)

- Landschaftssyndikus: Theodor Dorl

### Zweite Wahlperiode
Die zweite Wahlperiode umfasst den Zeitraum vom 1. Januar 1860 bis zum 31. Dezember 1863 (8. und 9. Landtag).

#### Abgeordnete
| Name                    | Richtung     | WK-Nr | Gebiet                                              | Anmerkung |
| ----------------------- | ------------ | ----- | --------------------------------------------------- | --------- |
| Dr. August Dorl         |              | AW 2  | Allgemeine Wahlen                                   |           |
| Theodor Dorl            |              | HB UH | Wahlkreis der Höchstbesteuerten, Unterherrschaft    |           |
| Wilhelm Helmkampf       |              | HB UH | Wahlkreis der Höchstbesteuerten, Unterherrschaft    |           |
| Gottlob Hochheim        |              | HB UH | Wahlkreis der Höchstbesteuerten, Unterherrschaft    |           |
| Eduar Huschke           | (lib.)kons.  | AW 3  | Allgemeine Wahlen                                   |           |
| Gustav Adolph Keyser    | kons.        | AW 5  | Allgemeine Wahlen                                   |           |
| Wilhelm von Krause      |              | LL UH | Vom Fürsten auf Lebenszeit ernannt, Unterherrschaft |           |
| August Kumpenhahn       | rad.lib.(NL) | AW 4  | Allgemeine Wahlen                                   |           |
| Adrian Langbein         |              | LL OH | Vom Fürsten auf Lebenszeit ernannt, Oberherrschaft  |           |
| Friedrich Laue          | lib.         | AW 1  | Allgemeine Wahlen                                   |           |
| Dr. Adolf Magerstedt    | kons.        | LL UH | Vom Fürsten auf Lebenszeit ernannt, Unterherrschaft |           |
| Heinrich Leopold Möller | rad.lib.(NL) | HB OH | Wahlkreis der Höchstbesteuerten, Oberherrschaft     |           |
| Otto Reinhard           | kons.(NL)    | AW 5  | Allgemeine Wahlen                                   |           |
| Adelbert Schierholz     |              | LL OH | Vom Fürsten auf Lebenszeit ernannt, Oberherrschaft  |           |
| Christoph Schmidt       | (NL)         | HB OH | Wahlkreis der Höchstbesteuerten, Oberherrschaft     |           |
| Eduard von Wurmb        | kons.        | LL UH | Vom Fürsten auf Lebenszeit ernannt, Unterherrschaft |           |

Der Landtag bestand aus vom Fürsten auf Lebenszeit ernannten Mitgliedern (LL), Mitgliedern, die von den Höchstbesteuerten gewählt wurden (HB), und solchen, die von den restlichen Wahlberechtigten gewählt wurden (AW).

#### Präsidium
- Landtagspräsident: Eduard Huschke
- Stellvertretender Landtagspräsident:

- Wilhelm Helmkampf (24. November bis 17. Dezember 1861)
- Dr. h. c. Adolf Magerstedt (17. September bis 5. August 1863)
- Heinrich Leopold Möller (30. November bis 31. Dezember 1863)

- Landschaftssyndikus: Theodor Dorl

### Dritte Wahlperiode
Die dritte Wahlperiode umfasst den Zeitraum vom 1. Januar 1864 bis zum 31. Dezember 1867.

#### Abgeordnete
| Name                       | Richtung       | WK-Nr | Gebiet                                              | Anmerkung |
| -------------------------- | -------------- | ----- | --------------------------------------------------- | --------- |
| Reinhold Bärwinkel         | rad.-lib. (NL) | HB OH | Wahlkreis der Höchstbesteuerten, Oberherrschaft     |           |
| Theodor Dorl               |                | HB UH | Wahlkreis der Höchstbesteuerten, Unterherrschaft    |           |
| Carl Höland                |                | HB UH | Wahlkreis der Höchstbesteuerten, Unterherrschaft    |           |
| Carl Adolph Kieser         |                | LL OH | Vom Fürsten auf Lebenszeit ernannt, Oberherrschaft  |           |
| Dr. Wilhelm Kieser         | kons.          | AW 5  | Allgemeine Wahlen                                   |           |
| Wilhelm Kleemann           |                | LL UH | Vom Fürsten auf Lebenszeit ernannt, Unterherrschaft |           |
| Theodor Koch               |                | AW 3  | Allgemeine Wahlen                                   |           |
| Wilhelm von Krause         |                | LL UH | Vom Fürsten auf Lebenszeit ernannt, Unterherrschaft |           |
| August Kumpenhahn          | rad.lib.(NL)   | AW 2  | Allgemeine Wahlen                                   |           |
| Adrian Langbein            |                | LL OH | Vom Fürsten auf Lebenszeit ernannt, Oberherrschaft  |           |
| Friedrich Laue             | lib.           | AW 1  | Allgemeine Wahlen                                   |           |
| Bernhard Leupold           | NL             | AW 4  | Allgemeine Wahlen                                   |           |
| Bernhard Maempel           |                | HB UH | Wahlkreis der Höchstbesteuerten, Unterherrschaft    |           |
| Dr. h. c. Adolf Magerstedt | kons.          | LL UH | Vom Fürsten auf Lebenszeit ernannt, Unterherrschaft |           |
| Heinrich Leopold Möller    | rad.lib. (NL)  | LL OH | Vom Fürsten auf Lebenszeit ernannt, Oberherrschaft  |           |
| Christoph Schmidt          | (NL)           | HB OH | Wahlkreis der Höchstbesteuerten, Oberherrschaft     |           |
| Eduard von Wurmb           | kons.          | LL UH | Vom Fürsten auf Lebenszeit ernannt, Unterherrschaft |           |

Der Landtag bestand aus vom Fürsten auf Lebenszeit ernannten Mitgliedern (LL), Mitgliedern, die von den Höchstbesteuerten gewählt wurden (HB), und solchen, die von den restlichen Wahlberechtigten gewählt wurden (AW).

#### Präsidium
- Landtagspräsident: Heinrich Leopold Möller
- Stellvertretender Landtagspräsident:

- Bernhard Maempel (2. Oktober bis 7. November 1865)
- Carl Höland (29. Juni 1866 bis 30. Dezember 1867)

- Landschaftssyndikus: Theodor Dorl

### Vierte Wahlperiode
Die vierte Wahlperiode umfasst den Zeitraum vom 1. Januar 1868 bis zum 31. Dezember 1871.

#### Abgeordnete
| Name                    | Richtung | WK-Nr | Gebiet                                              | Anmerkung                                                                 |
| ----------------------- | -------- | ----- | --------------------------------------------------- | ------------------------------------------------------------------------- |
| Reinhold Bärwinkel      | NL       | HB OH | Wahlkreis der Höchstbesteuerten, Oberherrschaft     |                                                                           |
| Theodor Dorl            |          | HB UH | Wahlkreis der Höchstbesteuerten, Unterherrschaft    |                                                                           |
| Friedrich Heise         |          | HB UH | Wahlkreis der Höchstbesteuerten, Unterherrschaft    |                                                                           |
| Carl Höland             |          | HB UH | Wahlkreis der Höchstbesteuerten, Unterherrschaft    |                                                                           |
| Bruno Huschke           | NL       | AW 3  | Allgemeine Wahlen                                   |                                                                           |
| Carl Adolph Kieser      |          | LL OH | Vom Fürsten auf Lebenszeit ernannt, Oberherrschaft  |                                                                           |
| Dr. Wilhelm Kieser      | kons.    | AW 5  | Allgemeine Wahlen                                   |                                                                           |
| Ernst Kiesewetter       | NL       | LL OH | Vom Fürsten auf Lebenszeit ernannt, Oberherrschaft  | am 17. Dezember 1869 als Nachfolger von H.L. Möller ernannt               |
| Wilhelm Kleemann        |          | LL UH | Vom Fürsten auf Lebenszeit ernannt, Unterherrschaft |                                                                           |
| Friedrich Laue          | lib.     | AW 1  | Allgemeine Wahlen                                   |                                                                           |
| Friedrich Ludewig       |          | AW 2  | Allgemeine Wahlen                                   |                                                                           |
| Dr. Adolf Magerstedt    | kons.    | LL UH | Vom Fürsten auf Lebenszeit ernannt, Unterherrschaft | auf eigenen Wunsch zum 26. November 1870 enthoben. Nachfolger: H. Schmidt |
| Heinrich Leopold Möller | NL       | LL OH | Vom Fürsten auf Lebenszeit ernannt, Oberherrschaft  | verstorben am 26. September 1869 / Nachfolger: Ernst Kiesewetter          |
| Christoph Schmidt       | NL       | HB OH | Wahlkreis der Höchstbesteuerten, Oberherrschaft     |                                                                           |
| Hermann Schmidt         |          | LL UH | Vom Fürsten auf Lebenszeit ernannt, Unterherrschaft | am 2. Oktober 1871 als Nachfolger von Magerstedt ernannt                  |
| Eduard von Wurmb        | kons.    | LL UH | Vom Fürsten auf Lebenszeit ernannt, Unterherrschaft | Amt niedergelegt                                                          |

Der Landtag bestand aus vom Fürsten auf Lebenszeit ernannten Mitgliedern (LL), Mitgliedern, die von den Höchstbesteuerten gewählt wurden (HB), und solchen, die von den restlichen Wahlberechtigten gewählt wurden (AW).

#### Präsidium
- Landtagspräsident: Carl Höland
- Stellvertretender Landtagspräsident: Reinhold Bärwinkel
- Landschaftssyndikus: Theodor Dorl

### Fünfte Wahlperiode
Die fünfte Wahlperiode umfasst den Zeitraum vom 1. Januar 1872 bis zum 31. Dezember 1875.

#### Abgeordnete
| Name               | Richtung | WK-Nr | Gebiet                                              | Anmerkung                                                        |
| ------------------ | -------- | ----- | --------------------------------------------------- | ---------------------------------------------------------------- |
| Reinhold Bärwinkel | NL       | HB OH | Wahlkreis der Höchstbesteuerten, Oberherrschaft     |                                                                  |
| Theodor Dorl       |          | HB UH | Wahlkreis der Höchstbesteuerten, Unterherrschaft    |                                                                  |
| Otto Drechsler     | kons.    | AW 4  | Allgemeine Wahlen                                   | Nachfolger des am 11. August 1873 verstorbenen August Kumpenhans |
| Rudolph Helmkampf  | NL       | AW 2  | Allgemeine Wahlen                                   |                                                                  |
| Albert Hochheim    | kons.    | HB UH | Wahlkreis der Höchstbesteuerten, Unterherrschaft    |                                                                  |
| Bruno Huschke      | NL       | AW 3  | Allgemeine Wahlen                                   |                                                                  |
| Carl Adolph Kieser |          | LL OH | Vom Fürsten auf Lebenszeit ernannt, Oberherrschaft  |                                                                  |
| Dr. Wilhelm Kieser | kons.    | AW 5  | Allgemeine Wahlen                                   |                                                                  |
| Ernst Kiesewetter  | NL       | LL OH | Vom Fürsten auf Lebenszeit ernannt, Oberherrschaft  |                                                                  |
| Wilhelm Kleemann   |          | LL UH | Vom Fürsten auf Lebenszeit ernannt, Unterherrschaft |                                                                  |
| August Kumpenhans  | NL       | AW 4  | Allgemeine Wahlen                                   | Am 11. August 1873 verstorben. Nachfolge: Otto Drechsler         |
| Otto Reinhard      | DRP      | AW 1  | Allgemeine Wahlen                                   |                                                                  |
| Hermann Schmidt    |          | LL UH | Vom Fürsten auf Lebenszeit ernannt, Unterherrschaft |                                                                  |
| Ludwig Thomas      | NL       | LL UH | Vom Fürsten auf Lebenszeit ernannt, Unterherrschaft | Am 13. März 1873 als Nachfolger von Eduard von Wurmb ernannt     |
| Hermann Tittelbach | NL       | HB OH | Wahlkreis der Höchstbesteuerten, Oberherrschaft     |                                                                  |
| Louis Weberstedt   |          | HB UH | Wahlkreis der Höchstbesteuerten, Unterherrschaft    |                                                                  |

Der Landtag bestand aus vom Fürsten auf Lebenszeit ernannten Mitgliedern (LL), Mitgliedern, die von den Höchstbesteuerten gewählt wurden (HB), und solchen, die von den restlichen Wahlberechtigten gewählt wurden (AW).

#### Präsidium
- Landtagspräsident: Reinhold Bärwinkel
- Stellvertretender Landtagspräsident: Rudolph Helmkamp
- Landschaftssyndikus: Theodor Dorl

### Sechste Wahlperiode
Die sechste Wahlperiode umfasst den Zeitraum vom 1. Januar 1876 bis zum 31. Dezember 1879.

#### Abgeordnete
| Name               | Richtung | WK-Nr | Gebiet                                              | Anmerkung                                                                 |
| ------------------ | -------- | ----- | --------------------------------------------------- | ------------------------------------------------------------------------- |
| Reinhold Bärwinkel | NL       | HB OH | Wahlkreis der Höchstbesteuerten, Oberherrschaft     |                                                                           |
| Edmund Böttcher    | NL       | HB OH | Wahlkreis der Höchstbesteuerten, Oberherrschaft     |                                                                           |
| Louis Breitenstein |          | AW 3  | Allgemeine Wahlen                                   |                                                                           |
| Albert Dege        |          | HB UH | Wahlkreis der Höchstbesteuerten, Unterherrschaft    |                                                                           |
| Theodor Dorl       |          | HB UH | Wahlkreis der Höchstbesteuerten, Unterherrschaft    | gestorben am 14. Januar 1877. Nachfolger war Helmkampf                    |
| Otto Drechsler     | kons.    | AW 4  | Allgemeine Wahlen                                   | schied 1878 wegen der Ernennung zum Landrat aus. Nachfolger war Hülsemann |
| Hermann Gremse     | DRP      | LL UH | Vom Fürsten auf Lebenszeit ernannt, Unterherrschaft |                                                                           |
| Rudolph Helmkampf  | NL       | HB UH | Wahlkreis der Höchstbesteuerten, Unterherrschaft    | Nachfolger von Dorl; wegen Umzug ausgeschieden im Oktober 1879            |
| Julius Hülsemann   | NL       | AW 4  | Allgemeine Wahlen                                   | ab 1878 Nachfolger für Drechsler                                          |
| Bruno Huschke      | NL       | HB UH | Wahlkreis der Höchstbesteuerten, Unterherrschaft    |                                                                           |
| Carl Adolph Kieser |          | LL OH | Vom Fürsten auf Lebenszeit ernannt, Oberherrschaft  |                                                                           |
| Dr. Wilhelm Kieser | kons.    | AW 5  | Allgemeine Wahlen                                   |                                                                           |
| Ernst Kiesewetter  | NL       | LL OH | Vom Fürsten auf Lebenszeit ernannt, Oberherrschaft  |                                                                           |
| Wilhelm Kleemann   |          | LL UH | Vom Fürsten auf Lebenszeit ernannt, Unterherrschaft |                                                                           |
| Otto Reinhard      | DRP      | AW 1  | Allgemeine Wahlen                                   |                                                                           |
| Hermann Schmidt    |          | LL UH | Vom Fürsten auf Lebenszeit ernannt, Unterherrschaft |                                                                           |
| Karl Sonderhof     | freis.   | AW 2  | Allgemeine Wahlen                                   |                                                                           |
| Ludwig Thomas      | NL       | LL UH | Vom Fürsten auf Lebenszeit ernannt, Unterherrschaft |                                                                           |
| Conrad Zahn        | kons.    | HB UH | Wahlkreis der Höchstbesteuerten, Unterherrschaft    |                                                                           |

Der Landtag bestand aus vom Fürsten auf Lebenszeit ernannten Mitgliedern (LL), Mitgliedern, die von den Höchstbesteuerten gewählt wurden (HB), und solchen, die von den restlichen Wahlberechtigten gewählt wurden (AW).

#### Präsidium
- Landtagspräsident: Reinhold Bärwinkel
- Stellvertretender Landtagspräsident: Otto Reinhard
- Landschaftssyndikus: Theodor Dorl (bis 1877), Bruno Huschke (ab 1877)

### Siebte Wahlperiode
Die siebte Wahlperiode umfasst den Zeitraum vom 1. Januar 1880 bis zum 31. Dezember 1883.

#### Abgeordnete
| Name               | Richtung  | WK-Nr | Gebiet                                              | Anmerkung                                                                                                  |
| ------------------ | --------- | ----- | --------------------------------------------------- | --- |
| Dr. Hermann Auleb  | kons.     | AW 5  | Allgemeine Wahlen                                   | Im Februar 1881 wegen einer Gehaltszulage ausgeschieden. Nachfolger wurde Ali Höland                       |
| Carl Bühl          | NL        | LL OH | Vom Fürsten auf Lebenszeit ernannt, Oberherrschaft  | Am 9. November 1880 als Nachfolger von Carl Adolph Kieser                                                  |
| Otto Drechsler     | kons.     | HB OH | Wahlkreis der Höchstbesteuerten, Oberherrschaft     | |
| Otto Einert        | kons.     | AW 3  | Allgemeine Wahlen                                   | |
| Hermann Gremse     | DRP       | LL UH | Vom Fürsten auf Lebenszeit ernannt, Unterherrschaft | |
| Ali Höland         | kons.     | AW 5  | Allgemeine Wahlen                                   | Nachfolger von Hermann Auleb                                                                               |
| Julius Hülsemann   | NL        | HB OH | Wahlkreis der Höchstbesteuerten, Oberherrschaft     | |
| Carl Adolph Kieser |           | LL OH | Vom Fürsten auf Lebenszeit ernannt, Oberherrschaft  | Bis November 1880, Nachfolger war Bühl                                                                     |
| Dr. Wilhelm Kieser | kons.     | AW 1  | Allgemeine Wahlen                                   | Als Nachfolger von Otto Reinhard                                                                           |
| Ernst Kiesewetter  | NL        | LL OH | Vom Fürsten auf Lebenszeit ernannt, Oberherrschaft  | |
| Theodor Koch       |           | HB UH | Wahlkreis der Höchstbesteuerten, Unterherrschaft    | |
| Fritz Maempel      | NL        | AW 4  | Allgemeine Wahlen                                   | |
| Otto Reinhard      | DRP       | AW 1  | Allgemeine Wahlen                                   | Am 23. Juli 1880 zum Chef des Ministeriums ernannt und im Landtag ausgeschieden. Nachfolger war Dr. Kieser |
| Wilhelm Schatz     | freis./NL | AW 2  | Allgemeine Wahlen                                   | |
| Hermann Schmidt    |           | LL UH | Vom Fürsten auf Lebenszeit ernannt, Unterherrschaft | |
| Ludwig Thomas      | NL        | LL UH | Vom Fürsten auf Lebenszeit ernannt, Unterherrschaft | |
| Otto Wenkel        |           | HB UH | Wahlkreis der Höchstbesteuerten, Unterherrschaft    | |
| Conrad Zahn        | kons.     | HB UH | Wahlkreis der Höchstbesteuerten, Unterherrschaft    | |

Der Landtag bestand aus vom Fürsten auf Lebenszeit ernannten Mitgliedern (LL), Mitgliedern, die von den Höchstbesteuerten gewählt wurden (HB), und solchen, die von den restlichen Wahlberechtigten gewählt wurden (AW).

#### Präsidium
- Landtagspräsident: Otto Drechsler
- Stellvertretender Landtagspräsident: Wilhelm Kieser
- Landschaftssyndikus: Julius Hülsemann

### Achte Wahlperiode
Die achte Wahlperiode umfasst den Zeitraum vom 1. Januar 1884 bis zum 31. Dezember 1887.

#### Abgeordnete
| Name                  | Richtung  | WK-Nr | Gebiet                                              | Anmerkung                                                                             |
| --------------------- | --------- | ----- | --------------------------------------------------- | ------------------------------------------------------------------------------------- |
| Dr. Hermann Auleb     | kons.     | AW 5  | Allgemeine Wahlen                                   | Mandat krankheitshalber am 8. Juni 1886 niedergelegt. Nachfolger war Weilhelm Bertram |
| Wilhelm Bertram       | NL        | AW 5  | Allgemeine Wahlen                                   | Nachfolger von Hermann Auleb                                                          |
| Carl Bühl             | NL        | LL OH | Vom Fürsten auf Lebenszeit ernannt, Oberherrschaft  | Am 9. November 1880 als Nachfolger von Carl Adolph Kieser                             |
| Otto Drechsler        | kons.     | HB OH | Wahlkreis der Höchstbesteuerten, Oberherrschaft     |                                                                                       |
| Otto Einert           | kons.     | HB UH | Wahlkreis der Höchstbesteuerten, Unterherrschaft    |                                                                                       |
| Hermann Gremse        | DRP       | LL UH | Vom Fürsten auf Lebenszeit ernannt, Unterherrschaft |                                                                                       |
| Julius Hülsemann      | NL        | HB OH | Wahlkreis der Höchstbesteuerten, Oberherrschaft     |                                                                                       |
| Dr. Hugo Jung         |           | AW 4  | Allgemeine Wahlen                                   | Nachfolger von Fritz Maempel                                                          |
| Dr. Wilhelm Kieser    | kons.     | AW 1  | Allgemeine Wahlen                                   |                                                                                       |
| Ernst Kiesewetter     | NL        | LL OH | Vom Fürsten auf Lebenszeit ernannt, Oberherrschaft  |                                                                                       |
| Theodor Koch          |           | HB UH | Wahlkreis der Höchstbesteuerten, Unterherrschaft    |                                                                                       |
| Julius Köhn           | kons.     | AW 3  | Allgemeine Wahlen                                   |                                                                                       |
| Fritz Maempel         | NL        | AW 4  | Allgemeine Wahlen                                   | Mandat am 28. April 1885 niedergelegt. Nachfolger wurde Hugo Jung                     |
| Wilhelm Schatz        | freis./NL | AW 2  | Allgemeine Wahlen                                   |                                                                                       |
| Arthur von Schierholz | kons.     | LL OH | Vom Fürsten auf Lebenszeit ernannt, Oberherrschaft  |                                                                                       |
| Hermann Schmidt       |           | LL UH | Vom Fürsten auf Lebenszeit ernannt, Unterherrschaft |                                                                                       |
| Ludwig Thomas         | NL        | LL UH | Vom Fürsten auf Lebenszeit ernannt, Unterherrschaft |                                                                                       |
| Conrad Zahn           | kons.     | HB UH | Wahlkreis der Höchstbesteuerten, Unterherrschaft    |                                                                                       |

Der Landtag bestand aus vom Fürsten auf Lebenszeit ernannten Mitgliedern (LL), Mitgliedern, die von den Höchstbesteuerten gewählt wurden (HB), und solchen, die von den restlichen Wahlberechtigten gewählt wurden (AW).

#### Präsidium
- Landtagspräsident: Otto Drechsler
- Stellvertretender Landtagspräsident: Wilhelm Kieser
- Landschaftssyndikus: Julius Hülsemann

### Neunte Wahlperiode
Die neunte Wahlperiode umfasst den Zeitraum vom 1. Januar 1888 bis zum 31. Dezember 1891.

#### Abgeordnete
| Name               | Richtung  | WK-Nr | Gebiet                                              | Anmerkung                                              |
| ------------------ | --------- | ----- | --------------------------------------------------- | ------------------------------------------------------ |
| Reinhold Bärwinkel | NL        | HB OH | Wahlkreis der Höchstbesteuerten, Oberherrschaft     |                                                        |
| Wilhelm Bertram    | NL        | AW 5  | Allgemeine Wahlen                                   |                                                        |
| Max Borrmann       |           | HB UH | Wahlkreis der Höchstbesteuerten, Unterherrschaft    |                                                        |
| Carl Bühl          | NL        | LL OH | Vom Fürsten auf Lebenszeit ernannt, Oberherrschaft  |                                                        |
| Otto Drechsler     | kons.     | HB OH | Wahlkreis der Höchstbesteuerten, Oberherrschaft     |                                                        |
| Otto Einert        | kons.     | AW 3  | Allgemeine Wahlen                                   | Verstorben am 8. Oktober 1889, Nachfolger war Henniger |
| Hermann Gremse     | DRP       | LL UH | Vom Fürsten auf Lebenszeit ernannt, Unterherrschaft |                                                        |
| Leopold Hartmann   |           | HB OH | Wahlkreis der Höchstbesteuerten, Oberherrschaft     |                                                        |
| Otto Henniger      | kons.     | AW 3  | Allgemeine Wahlen                                   | Nachfolger für Otto Einert                             |
| Dr. Hugo Jung      |           | AW 4  | Allgemeine Wahlen                                   |                                                        |
| Dr. Wilhelm Kieser | kons.     | HB UH | Wahlkreis der Höchstbesteuerten, Unterherrschaft    |                                                        |
| Julius Köhn        | kons.     | HB UH | Wahlkreis der Höchstbesteuerten, Unterherrschaft    |                                                        |
| Wilhelm Schatz     | freis./NL | AW 2  | Allgemeine Wahlen                                   |                                                        |
| Hermann Schmidt    |           | LL UH | Vom Fürsten auf Lebenszeit ernannt, Unterherrschaft |                                                        |
| Max Schwing        |           | AW 1  | Allgemeine Wahlen                                   |                                                        |
| Ludwig Thomas      | NL        | LL UH | Vom Fürsten auf Lebenszeit ernannt, Unterherrschaft | 28. Oktober 1891 gestorben; Nachfolger war Toelle      |
| Wilhelm Toelle     | kons.     | LL UH | Vom Fürsten auf Lebenszeit ernannt, Unterherrschaft |                                                        |

Der Landtag bestand aus vom Fürsten auf Lebenszeit ernannten Mitgliedern (LL), Mitgliedern, die von den Höchstbesteuerten gewählt wurden (HB), und solchen, die von den restlichen Wahlberechtigten gewählt wurden (AW).

#### Präsidium
- Landtagspräsident: Otto Drechsler (bis 1889), Leopold Hartmann (ab 1889)
- Stellvertretender Landtagspräsident: Wilhelm Kieser (bis 1889), Hermann Gremse (ab 1889)
- Landschaftssyndikus: Reinhold Bärwinkel

### Zehnte Wahlperiode
Die zehnte Wahlperiode umfasst den Zeitraum vom 1. Januar 1892 bis zum 31. Dezember 1895.

#### Abgeordnete
| Name                  | Richtung   | WK-Nr | Gebiet                                              | Anmerkung |
| --------------------- | ---------- | ----- | --------------------------------------------------- | --- |
| Reinhold Bärwinkel    | NL         | HB OH | Wahlkreis der Höchstbesteuerten, Oberherrschaft     | |
| Carl Börner           | NL (BdL)   | LL UH | Vom Fürsten auf Lebenszeit ernannt, Unterherrschaft | Ab 1894 als Nachfolger von Rudolf Schlegel                                                                                |
| Max Borrmann          |            | HB UH | Wahlkreis der Höchstbesteuerten, Unterherrschaft    | |
| Carl Bühl             | NL         | LL OH | Vom Fürsten auf Lebenszeit ernannt, Oberherrschaft  | |
| Hermann Gremse        | DRP        | LL UH | Vom Fürsten auf Lebenszeit ernannt, Unterherrschaft | |
| Leopold Hartmann      |            | HB OH | Wahlkreis der Höchstbesteuerten, Oberherrschaft     | |
| Otto Henniger         | kons.      | AW 3  | Allgemeine Wahlen                                   | |
| Robert Ifland         |            | AW 1  | Allgemeine Wahlen                                   | |
| Julius Köhn           | kons.      | HB UH | Wahlkreis der Höchstbesteuerten, Unterherrschaft    | |
| Rudolf Rieck          | freis.     | AW 4  | Allgemeine Wahlen                                   | |
| Wilhelm Schatz        | freis./NL  | AW 2  | Allgemeine Wahlen                                   | |
| Arthur von Schierholz | kons.      | LL OH | Vom Fürsten auf Lebenszeit ernannt, Oberherrschaft  | |
| Rudolf Schlegel       |            | LL UH | Vom Fürsten auf Lebenszeit ernannt, Unterherrschaft | Am 2. August 1892 als Nachfolger von Hermann Schmidt ernannt. Am 10. August 1894 verstorben, Nachfolger wurde Carl Börner |
| Hermann Schmidt       |            | LL UH | Vom Fürsten auf Lebenszeit ernannt, Unterherrschaft | bis 1892, Nachfolger wurde Rudolf Schlegel                                                                                |
| Berthold Schwabe      | agr. (BdL) | HB UH | Wahlkreis der Höchstbesteuerten, Unterherrschaft    | |
| Wilhelm Toelle        | kons.      | LL UH | Vom Fürsten auf Lebenszeit ernannt, Unterherrschaft | |
| Dr. Georg Trautvetter |            | AW 5  | Allgemeine Wahlen                                   | 1895 nachgewählt für Wellendorf                                                                                           |
| Christian Wellendorf  |            | AW 5  | Allgemeine Wahlen                                   | Am 13. Dezember 1894 verstorben. Nachfolger war Trauvetter.                                                               |

Der Landtag bestand aus vom Fürsten auf Lebenszeit ernannten Mitgliedern (LL), Mitgliedern, die von den Höchstbesteuerten gewählt wurden (HB), und solchen, die von den restlichen Wahlberechtigten gewählt wurden (AW).

#### Präsidium
- Landtagspräsident: Leopold Hartmann
- Stellvertretender Landtagspräsident: Hermann Gremse
- Landschaftssyndikus: Reinhold Bärwinkel

### Elfte Wahlperiode
Die elfte Wahlperiode umfasst den Zeitraum vom 1. Januar 1896 bis zum 31. Dezember 1899.

#### Abgeordnete
| Name                  | Richtung       | WK-Nr         | Gebiet                                              | Anmerkung |
| --------------------- | -------------- | ------------- | --------------------------------------------------- | --- |
| Reinhold Bärwinkel    | NL             | HB OH         | Wahlkreis der Höchstbesteuerten, Oberherrschaft     | Verstorben am 29. November 1898. Nachfolger wurde Benjamin Kiesewetter |
| Carl Börner           | NL (BdL)       | LL UH         | Vom Fürsten auf Lebenszeit ernannt, Unterherrschaft | |
| Carl Bühl             | NL             | LL OH         | Vom Fürsten auf Lebenszeit ernannt, Oberherrschaft  | Verstorben am 8. August 1898. Nachfolger wurde Albin Kirsch |
| Hermann Gremse        | DRP            | LL UH         | Vom Fürsten auf Lebenszeit ernannt, Unterherrschaft | |
| Ottokar Keil          | antisem. (BdL) | HB UH         | Wahlkreis der Höchstbesteuerten, Unterherrschaft    | |
| Benjamin Kiesewetter  | NL             | HB OH         | Wahlkreis der Höchstbesteuerten, Oberherrschaft     | Ab Juni 1899 für Bärwinkel |
| Albin Kirsch          | NL             | LL OH         | Vom Fürsten auf Lebenszeit ernannt, Oberherrschaft  | Ab 1898 für Carl Bühl |
| Julius Köhn           | kons. (BdL)    | HB UH         | Wahlkreis der Höchstbesteuerten, Unterherrschaft    | |
| Heinrich Kortum       |                | AW 1          | Allgemeine Wahlen                                   | |
| Thilo Krieger         | kons.          | HB OH         | Wahlkreis der Höchstbesteuerten, Oberherrschaft     | 1898 Nachfolger von Rudolf Rieck |
| Carl Maempel          |                | AW 5          | Allgemeine Wahlen                                   | |
| Rudolf Rieck          | freis.         | HB OH / LL OH | Allgemeine Wahlen                                   | Wurde zunächst als Höchstbesteuerter in der OH gewählt. Am 16. April 1899 wurde er als Nachfolger von Schierholz vom Fürsten für die OH ernannt. Thilo Krieger wurde Nachfolger im HB OH. |
| Wilhelm Schatz        | freis./NL      | AW 2          | Allgemeine Wahlen                                   | |
| Arthur von Schierholz | kons.          | LL OH         | Vom Fürsten auf Lebenszeit ernannt, Oberherrschaft  | Verstorben am 25. Januar 1899, Nachfolger wurde Rudolf Rieck |
| Berthold Schwabe      | agr. (BdL)     | HB UH         | Wahlkreis der Höchstbesteuerten, Unterherrschaft    | |
| Max Schwing           |                | AW 4          | Allgemeine Wahlen                                   | |
| Wilhelm Toelle        | kons.          | LL UH         | Vom Fürsten auf Lebenszeit ernannt, Unterherrschaft | |
| Dr. Georg Trautvetter |                | AW 5          | Allgemeine Wahlen                                   | |
| Tilo Weberstedt       |                | HB UH         | Wahlkreis der Höchstbesteuerten, Unterherrschaft    | |

Der Landtag bestand aus vom Fürsten auf Lebenszeit ernannten Mitgliedern (LL), Mitgliedern, die von den Höchstbesteuerten gewählt wurden (HB), und solchen, die von den restlichen Wahlberechtigten gewählt wurden (AW).

#### Präsidium
- Landtagspräsident: Reinhold Bärwinkel (bis 1898), Max Schwing (ab 1898)
- Stellvertretender Landtagspräsident: Hermann Gremse
- Landschaftssyndikus: Felix Hallensleben

### Zwölfte Wahlperiode
Die zwölfte Wahlperiode umfasst den Zeitraum vom 1. Januar 1900 bis zum 31. Dezember 1904.

#### Abgeordnete
| Name              | Richtung       | WK-Nr         | Gebiet                                              | Anmerkung |
| ----------------- | -------------- | ------------- | --------------------------------------------------- | --- |
| Curt von Bloedau  |                | AW 4          | Allgemeine Wahlen                                   | ab 1904 für Max Schwing                                                                                          |
| Carl Börner       | NL (BdL)       | LL UH         | Vom Fürsten auf Lebenszeit ernannt, Unterherrschaft | |
| Adolf Fleischmann |                | AW 1          | Allgemeine Wahlen                                   | ab 1901 für Kortum                                                                                               |
| Hermann Gremse    | DRP            | LL UH         | Vom Fürsten auf Lebenszeit ernannt, Unterherrschaft | |
| Ottokar Keil      | antisem. (BdL) | HB UH         | Wahlkreis der Höchstbesteuerten, Unterherrschaft    | |
| Albin Kirsch      | NL             | LL OH         | Vom Fürsten auf Lebenszeit ernannt, Oberherrschaft  | |
| Julius Köhn       | kons. (BdL)    | HB UH         | Wahlkreis der Höchstbesteuerten, Unterherrschaft    | |
| Heinrich Kortum   |                | AW 1          | Allgemeine Wahlen                                   | Mandat (wegen persönlichem Konkurs) am 27. November 1900 niedergelegt. Nachfolger wurde Fleischmann              |
| Thilo Krieger     | kons.          | HB OH         | Wahlkreis der Höchstbesteuerten, Oberherrschaft     | |
| Carl Maempel      |                | AW 5          | Allgemeine Wahlen                                   | |
| Rudolf Rieck      | freis.         | HB OH / LL OH | Allgemeine Wahlen                                   | |
| Wilhelm Schatz    | freis./NL      | AW 2          | Allgemeine Wahlen                                   | |
| Max Schwing       |                | AW 4          | Allgemeine Wahlen                                   | Mandat wegen Ernennung zum Ministerial-Abteilungsvorstand am 30. Juni 1902 erloschen. Nachfolger war von Bloedau |
| Albin Seyfarth    |                | AW 3          | Allgemeine Wahlen                                   | |
| Wilhelm Toelle    | kons.          | LL UH         | Vom Fürsten auf Lebenszeit ernannt, Unterherrschaft | |
| Tilo Weberstedt   |                | HB UH         | Wahlkreis der Höchstbesteuerten, Unterherrschaft    | |

Der Landtag bestand aus vom Fürsten auf Lebenszeit ernannten Mitgliedern (LL), Mitgliedern, die von den Höchstbesteuerten gewählt wurden (HB), und solchen, die von den restlichen Wahlberechtigten gewählt wurden (AW).

#### Präsidium
- Landtagspräsident: Max Schwing (bis 1902), Carl Maepel (ab 1902)
- Stellvertretender Landtagspräsident: Hermann Gremse
- Landschaftssyndikus: Felix Hallensleben

### Dreizehnte Wahlperiode
Die dreizehnte Wahlperiode umfasst den Zeitraum vom 1. Januar 1904 bis zum 31. Dezember 1908. Die Wahl erfolgte gemäß dem Wahlgesetz vom 19. April 1904. Danach erhielt die Oberherrschaft einen zusätzlichen Abgeordneten in den allgemeinen Wahlen (WK-Nr. AW 4A und 4B) und einen zusätzlichen vom Fürsten ernannten.

#### Abgeordnete
| Name                 | Richtung       | WK-Nr | Gebiet                                              | Anmerkung                                               |
| -------------------- | -------------- | ----- | --------------------------------------------------- | ------------------------------------------------------- |
| Dr. Harald Bielfeld  | NL             | AW 4A | Allgemeine Wahlen                                   |                                                         |
| Curt von Bloedau     |                | AW 4B | Allgemeine Wahlen                                   |                                                         |
| Carl Börner          | NL (BdL)       | LL UH | Vom Fürsten auf Lebenszeit ernannt, Unterherrschaft |                                                         |
| Rudolf Boese         | NL             | LL OH | Vom Fürsten auf Lebenszeit ernannt, Oberherrschaft  |                                                         |
| Adolf Fleischmann    | (BdL)          | AW 1  | Allgemeine Wahlen                                   |                                                         |
| Hermann Gremse       | DRP            | LL UH | Vom Fürsten auf Lebenszeit ernannt, Unterherrschaft |                                                         |
| Felix Hallensleben   | NL             | LL OH | Vom Fürsten auf Lebenszeit ernannt, Oberherrschaft  | Vom Fürsten am 10. November 1904 neu für die OH ernannt |
| Hermann Heicke       |                | HB OH | Wahlkreis der Höchstbesteuerten, Oberherrschaft     |                                                         |
| Hermann Heinemann    | NL             | AW 5  | Allgemeine Wahlen                                   |                                                         |
| Otto Henniger        | kons.          | AW 3  | Allgemeine Wahlen                                   |                                                         |
| Ottokar Keil         | antisem. (BdL) | HB UH | Wahlkreis der Höchstbesteuerten, Unterherrschaft    |                                                         |
| Benjamin Kiesewetter | NL             | HB OH | Wahlkreis der Höchstbesteuerten, Oberherrschaft     |                                                         |
| Albin Kirsch         | NL             | LL OH | Vom Fürsten auf Lebenszeit ernannt, Oberherrschaft  |                                                         |
| Julius Köhn          | kons. (BdL)    | HB UH | Wahlkreis der Höchstbesteuerten, Unterherrschaft    |                                                         |
| Rudolf Rieck         | freis.         | LL OH | Allgemeine Wahlen                                   |                                                         |
| Wilhelm Schatz       | freis./NL      | LL UH | Allgemeine Wahlen                                   |                                                         |
| Hermann Schmidt      | agr. (BdL)     | AW 2  | Allgemeine Wahlen                                   |                                                         |
| Wilhelm Toelle       | kons.          | LL UH | Vom Fürsten auf Lebenszeit ernannt, Unterherrschaft |                                                         |
| Tilo Weberstedt      |                | HB UH | Wahlkreis der Höchstbesteuerten, Unterherrschaft    |                                                         |

Der Landtag bestand aus vom Fürsten auf Lebenszeit ernannten Mitgliedern (LL), Mitgliedern, die von den Höchstbesteuerten gewählt wurden (HB), und solchen, die von den restlichen Wahlberechtigten gewählt wurden (AW).

#### Präsidium
- Landtagspräsident: Otto Henniger
- Stellvertretender Landtagspräsident: Hermann Gremse (bis 1907), Felix Hallensleben (ab 1907)
- Landschaftssyndikus: Felix Hallensleben (bis 1907), Harald Bielfeld (ab 1907)

### Vierzehnte Wahlperiode
Die vierzehnte Wahlperiode umfasst den Zeitraum vom 1. Januar 1908 bis zum 31. Dezember 1912.

#### Abgeordnete
| Name                 | Richtung       | WK-Nr         | Gebiet                                              | Anmerkung |
| -------------------- | -------------- | ------------- | --------------------------------------------------- | --- |
| Dr. Harald Bielfeld  | NL             | AW 4A         | Allgemeine Wahlen                                   | |
| Curt von Bloedau     |                | AW 4B         | Allgemeine Wahlen                                   | |
| Rudolf Boese         | NL             | LL OH         | Vom Fürsten auf Lebenszeit ernannt, Oberherrschaft  | |
| Max Bühl             |                | HB OH         | Wahlkreis der Höchstbesteuerten, Oberherrschaft     | |
| Felix Hallensleben   | NL             | LL OH / LL UH | Vom Fürsten auf Lebenszeit ernannt, Oberherrschaft  | Am 23. November 1909 wegen Umzugs das Mandat für die OH niedergelegt und am gleichen Tag für Julius Köhn für die Unterherrschaft ernannt |
| Hermann Heinemann    | NL             | AW 5          | Allgemeine Wahlen                                   | |
| Otto Henniger        | kons.          | AW 3          | Allgemeine Wahlen                                   | Verstorben am 13. Mai 1911. Nachfolger wurde Paul Köhn                                                                                   |
| Ottokar Keil         | antisem. (BdL) | HB UH         | Wahlkreis der Höchstbesteuerten, Unterherrschaft    | |
| Benjamin Kiesewetter | NL             | HB OH         | Wahlkreis der Höchstbesteuerten, Oberherrschaft     | |
| Albin Kirsch         | NL             | LL OH         | Vom Fürsten auf Lebenszeit ernannt, Oberherrschaft  | |
| Julius Köhn          | kons. (BdL)    | HB UH         | Wahlkreis der Höchstbesteuerten, Unterherrschaft    | |
| Paul Köhn            | kons.          | AW 3          | Allgemeine Wahlen                                   | Ab 1911 als Nachfolger von Henniger |
| Wilhelm Machold      | lib.           | AW 1          | Allgemeine Wahlen                                   | |
| Rudolf Rieck         | freis.         | LL OH         | Allgemeine Wahlen                                   | |
| Wilhelm Schatz       | freis./NL      | LL UH         | Allgemeine Wahlen                                   | |
| Hermann Schmidt      | agr. (BdL)     | AW 2          | Allgemeine Wahlen                                   | |
| Berthold Schwabe     | agr. (BdL)     | HB UH         | Wahlkreis der Höchstbesteuerten, Unterherrschaft    | |
| Wilhelm Toelle       | kons.          | LL UH         | Vom Fürsten auf Lebenszeit ernannt, Unterherrschaft | |
| Tilo Weberstedt      |                | HB UH         | Wahlkreis der Höchstbesteuerten, Unterherrschaft    | |

Der Landtag bestand aus vom Fürsten auf Lebenszeit ernannten Mitgliedern (LL), Mitgliedern, die von den Höchstbesteuerten gewählt wurden (HB), und solchen, die von den restlichen Wahlberechtigten gewählt wurden (AW).

#### Präsidium
- Landtagspräsident: Otto Henniger (bis 1911), Harald Bielfeld (ab 1911)
- Stellvertretender Landtagspräsident: Felix Hallensleben (ab 1907)
- Landschaftssyndikus: Harald Bielfeld (bis 1911), Otto Herwig (ab 1911)

### Fünfzehnte Wahlperiode
Die fünfzehnte Wahlperiode umfasst den Zeitraum vom 1. April 1912 bis zum 26. Januar 1919. Bedingt durch den Ersten Weltkrieg wurde die Wahlperiode mehrfach verlängert.

#### Abgeordnete
| Name                 | Richtung       | WK-Nr         | Gebiet                                              | Anmerkung |
| -------------------- | -------------- | ------------- | --------------------------------------------------- | --- |
| Wilhelm Bärwinkel    | SPD/USPD       | AW 5          | Allgemeine Wahlen                                   | |
| Dr. Harald Bielfeld  | NL             | AW 4A         | Allgemeine Wahlen                                   | |
| Albert Grey          | agr. (BdL)     | AW 4B         | Allgemeine Wahlen                                   | |
| Felix Hallensleben   | NL             | LL UH         | Vom Fürsten auf Lebenszeit ernannt, Unterherrschaft | |
| Hermann Heinemann    | NL             | HB OH / LL OH | Wahlkreis der Höchstbesteuerten, Oberherrschaft     | am 15. Juli 1916 als Nachfolger von Albin Kirsch zum Abgeordneten auf Lebenszeit ernannt. Nachfolger HB OH wurde Hinrichs |
| Theo Hinrichs        | NL             | HB OH         | Wahlkreis der Höchstbesteuerten, Oberherrschaft     | ab 1916 als Nachfolger von Hermann Heinemann                                                                              |
| Robert Kämmerer      |                | HB UH         | Wahlkreis der Höchstbesteuerten, Unterherrschaft    | |
| Ottokar Keil         | antisem. (BdL) | HB UH         | Wahlkreis der Höchstbesteuerten, Unterherrschaft    | |
| Benjamin Kiesewetter | NL             | HB OH         | Wahlkreis der Höchstbesteuerten, Oberherrschaft     | |
| Albin Kirsch         | NL             | LL OH         | Vom Fürsten auf Lebenszeit ernannt, Oberherrschaft  | |
| Paul Köhn            | kons.          | AW 3          | Allgemeine Wahlen                                   | |
| Rudolph Lucas        |                | HB OH         | Wahlkreis der Höchstbesteuerten, Oberherrschaft     | |
| Wilhelm Machold      | lib.           | AW 1          | Allgemeine Wahlen                                   | |
| Rudolf Rieck         | freis.         | LL OH         | Allgemeine Wahlen                                   | |
| Wilhelm Schatz       | freis./NL      | LL UH         | Allgemeine Wahlen                                   | |
| Hermann Schmidt      | agr. (BdL)     | AW 2          | Allgemeine Wahlen                                   | |
| Berthold Schwabe     | agr. (BdL)     | HB UH         | Wahlkreis der Höchstbesteuerten, Unterherrschaft    | |
| Wilhelm Toelle       | kons.          | LL UH         | Vom Fürsten auf Lebenszeit ernannt, Unterherrschaft | |
| Georg Weber          |                | HB UH         | Wahlkreis der Höchstbesteuerten, Unterherrschaft    | |

Der Landtag bestand aus vom Fürsten auf Lebenszeit ernannten Mitgliedern (LL), Mitgliedern, die von den Höchstbesteuerten gewählt wurden (HB), und solchen, die von den restlichen Wahlberechtigten gewählt wurden (AW).

#### Präsidium
- Landtagspräsident: Harald Bielfeld
- Stellvertretender Landtagspräsident: Felix Hallensleben
- Landschaftssyndikus: Otto Herwig

### Nach der Novemberrevolution
Nach der Novemberrevolution wurde 1919 der Landtag des Freistaates Schwarzburg-Sondershausen gewählt. Für die Abgeordneten siehe die Liste der Mitglieder des Landtages (Freistaat Schwarzburg-Sondershausen).